# 孔颖草黑粉菌
孔颖草黑粉菌（学名：Ustilago bothriochloae）是属于黑粉菌目黑粉菌科黑粉菌属的一种真菌，寄生在孔颖草上。该种分布于中国。